# Lamian (Teigwaren)

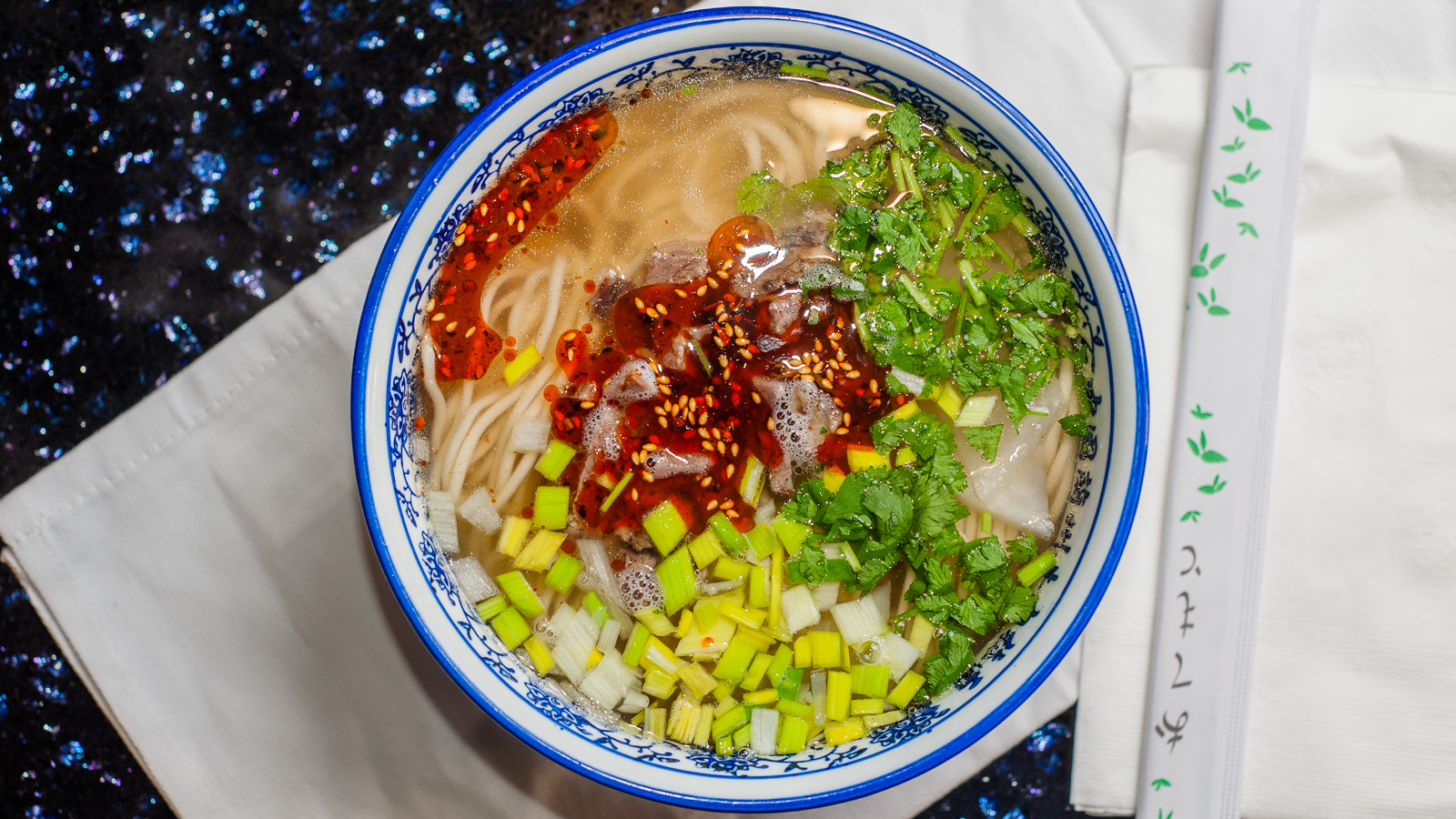
Lanzhou Rinds-Lamian

Lamian (chinesisch 拉麵 / 拉面, Pinyin Lāmiàn) ist eine aus Weizenmehl hergestellte Nudelsorte.

## Zubereitung
Der Teig wird in die Länge gezogen, an den Enden zusammengeklebt, sodass es eine Schlaufe gibt und dann wieder langgezogen, gedreht, zusammengefaltet und wieder langgezogen. Diese Art von Nudelherstellung stammt aus China  und wurde bereits von Song Xu in seinem Werk Songshi Yangsheng Bu (vereinfachtes Chinesisch: 宋氏养生部; traditionelles Chinesisch: 宋氏養生部) im Jahr 1504 beschrieben. Der Teigklumpen wird durch mehrmaliges Strecken, Zusammenfalten und wieder Strecken zu langen Nudeln. Der Name hat auch diese Bedeutung; lā (拉) bedeutet ziehen und miàn (vereinfachtes Chinesisch: 面; traditionelles Chinesisch: 麵) Nudel.

## Beschreibung
Der Teig besteht aus Mehl und Wasser. Da man einen geschmeidigen und dehnbaren Teig braucht, wird der Teig in die Länge geknetet, zusammengefaltet und wieder in die Länge geknetet. Diesen Prozess braucht es, um das Gluten im Teig längs zu richten. Die Enden des langen Teigklumpens werden abgeschnitten, da das Gluten darin nicht so gerichtet ist wie im Mittelteil des Teiges. Diesen Mittelteil kann man je nach Bedarf und Größe des Teigs, in mehrere Portionen teilen.
Nachdem man den Teig vorbereitet hat, kann das Ziehen beginnen. Dafür hält man beide Enden des Teigs und zieht ihn in die Länge. Etwa eine Armlänge ist gut. Danach macht man eine Schlaufe und verbindet die Enden in der einen Hand. Mit den zusammengefügten Enden in der einen Hand und der Schlaufe um die andere Hand zieht man den Teig nochmals, dreht und faltet ihn zusammen. Die Enden werden immer in der gleichen Hand zusammengehalten. Damit die Stränge nicht zusammenkleben, klopft man sie wiederholend auf das Mehl auf der Arbeitsfläche. Dieser Prozess wird wiederholt, bis die gewünschte Dicke der Nudeln erreicht ist.
Am Schluss wird der Teigklumpen in der einen Hand von den Nudeln abgerissen und die Nudeln werden in heißem Wasser gekocht. Die gekochten Nudeln verwendet man dann weiter für verschiedene Gerichte. In der Lanzhouerart der Lamianherstellung wird der Teig schnell und gerade gedehnt und dabei auf die Arbeitsfläche geklopft, um eine gleichmäßige Dicke zu erreichen. In der Pekingerart wird der Teig durch Schwenken der Arme und des Oberkörpers langsam langgezogen und in Schlaufen zusammengelegt. Beim Dehnen benutzt man das Gewicht des Teigs und die Auf- und Abwärtsbewegungen der Arme. In der Pekingerart wird mehr Mehl gebraucht als in der Lanzhouerart. Es gibt auch erfahrene Nudelmeister, die diese Nudelherstellung zu einer Show machen, die aussieht wie ein Bändertanz.

## Gerichte mit Lamian
Gewöhnlich wird Lamian in einer Rindfleischsuppe namens Tangmian (chinesisch: 湯麵; pinyin: Tāngmiàn, wörtlich "Suppennudeln") serviert. Sie wird manchmal auch in einer Soße gebraten. Dieses Gericht wird Chaomian (chinesisch: 炒麵; pinyin: Chǎomiàn, wörtlich "gebratene Nudeln") genannt.
Die Lamian nach Lanzhouerart gehören in Westchina seit Jahrhunderten zu den Hauptnahrungsmitteln und werden dort in den Restaurants serviert. In den ostchinesischen Städten sind solche Restaurants auch verbreitet. Dort werden verschiedene preisgünstige Gerichte serviert: Lamian und mit dem Messer geschnittene Nudeln. Die Nudeln können mit Rind- oder Lammfleisch, das separat gebraten oder in der Suppe mitgekocht wird, serviert werden. Als Sommergericht kann man Lamian auch mit zerkleinerten Gurken und Tomaten servieren. Die meisten Lamian-Restaurants in China sind im Besitz ethnischer Hui aus dem Nordwesten Chinas.
In Singapur gibt es Lamian-Restaurants, die Lamiangerichte servieren, die dem lokalen Geschmack entsprechen und sich von den Lanzhouer Lamiangerichten unterscheiden. D.h. sie haben einen Geschmack der südchinesischen Küche. Es gibt aber auch Lamian-Restaurants, die Lamiangerichte nach Lanzhouerart anbieten. Diese Restaurants werden von chinesischen Migranten betrieben.
In Manhattan Chinatown befinden sich die meisten im fuzhounesischen Teil von Chinatown östlich der Bowery, während sie in Sunset Park, das manchmal auch als Fuzhou Town bezeichnet wird, entlang der 8th Avenue verstreut sind. In den New Yorker Chinatowns Manhattan und Sunset Park gibt es auch Lamian-Restaurants, die meistens von chinastämmigen Fuzhounesen bewirtschaftet werden. Hier werden messergeschnittene wie auch handgeschnittene Nudeln angeboten.
In Australien nimmt die Anzahl der Lamian-Restaurants zu. Sie werden von chinesischen Migranten betrieben. Obwohl die Lamiangerichte in China in der Regel billiger sind als andere Gerichte, sind ihre Preise in Australien auf dem gleichen Niveau wie die anderen chinesischen Gerichte.
In München und Frankfurt am Main gibt es auf Lamian spezialisierte chinesische Restaurants.
Das Qin Restaurant in Bern bietet Lamian-Gerichte an. Hier ist auch eine Showküche, wo man dem Nudelmeister bei der Zubereitung der Lamian zuschauen kann.